# Birkenhead
Birkenhead is een plaats in het bestuurlijke gebied Wirral, in het Engelse graafschap Merseyside. De plaats telt 109.848 inwoners (2021). Birkenhead heeft via de Mersey Railway-tunnel en de Queenswaytunnel (twee van de Merseytunnels) een verbinding met Liverpool dat aan de overzijde van de rivier de Mersey ligt. 

## Geschiedenis
Met de komst van de Industriële Revolutie in Liverpool bleef Birkenhead zijn agrarische status behouden tot de komst van stoomveerdiensten over de Mersey in 1817. De Mersey Railway-tunnel werd in 1886 geopend en bood een directe spoorverbinding met Liverpool.
Tijdens de Napoleontische oorlogen was er angst voor een Franse invasie. Kooplieden in Liverpool opperden in 1803 het plan om een fort te bouwen bij New Brighton, aan de monding van de Mersey. Over de financiering van het plan volgde een uitgebreide discussie en het duurde tot 1826 alvorens met de bouw van Fort Perch Rock werd begonnen. Het fort werd in 1956 uit dienst genomen en is verbouwd tot museum.
In 1829 begon de scheepsbouw in Birkenhead. William Laird en zijn zoon John begonnen een scheepswerf en tussen 1829 en 1947 werden meer dan 1100 schepen van allerlei aard gebouwd op de werf Cammell Laird. Enkele bekende schepen zijn het eerste stalen schip ter wereld, de Ma Roberts, gebouwd in 1858 voor de Zambezi expeditie van David Livingstone. CSS Alabama werd in 1862 gebouwd voor de Geconfedereerde Staten van Amerika. Voor de Nederlandse marine werd het ramtorenschip Prins Hendrik gebouwd. Het maakte in 1920 het eerste volledig gelaste schip, de Fullagar en voor Cunard werd de tweede RMS Mauretania gebouwd. Voor de marine maakte het vliegdekschip HMS Ark Royal in 1937, het slagschip HMS Prince of Wales en in 1950 volgde het grootste schip dat tot dan toe voor de Royal Navy was gebouwd, de tweede HMS Ark Royal.
In het midden van de 19e eeuw werd de haven aanzienlijk uitgebreid met nieuwe dokken. Birkenhead wilde hiermee profiteren van de zeevaart en de concurrentie aangaan met Liverpool. Lagen de dokken van Liverpool langs de Mersey bij Birkenhead lagen deze haaks op de rivier. Voor de toegang tot het dok waren er schutsluizen waarmee de waterstand werd gereguleerd. De Mersey is een getijrivier met een verschil van ongeveer zes meter tussen hoog- en laagwater bij Birkenhead.
In 1887 werd het imposante gemeentehuis van Birkenhead op Hamilton Square in gebruik genomen. De lokale architect Christopher Ellison verzorgde het ontwerp. Het gebouw heeft een raadzaal, kantoren, een concertzaal en feestzalen. In 2008 verhuisde het archief, Wirral Archives Service, naar het gebouw met de collectie historische documenten met betrekking tot het Wirral schiereiland. Documenten en foto's van de scheepswerf Cammell Laird maken onderdeel uit van de collectie.
Naast de veerboten en de spoorweg werd in 1934 de Queenswaytunnel geopend. Met de tunnel was een snelle wegverbinding met Liverpool gerealiseerd en dit gaf een economische impuls aan het Wirral-schiereiland. De activiteiten trokken mensen aan en de bevolking groeide snel, van 110 in 1801 tot 110.912 in 1901 en 142.501 in 1951.
De stad is te bereiken via de M53 en de M41 die doorloopt tot Londen. Liverpool John Lennon Airport ligt op zo'n dertien kilometer van Birkenhead. De haven van Birkenhead maakt deel uit van die van Liverpool. Er zijn veerdiensten op Dublin en Belfast. 
In Birkenhead is voetbalclub Tranmere Rovers FC gevestigd.

## Bekende inwoners van Birkenhead

### Geboren
- James West (1857-1922), voetbaltrainer
- Andrew Irvine (1902-1924), bergbeklimmer
- Dixie Dean (1907-1980), voetballer
- Patricia Routledge (1929), actrice
- Glenda Jackson (1936-2023), filmactrice en politica
- Barbara Steele (1937), filmactrice
- Jason McAteer (1971), Iers voetballer
- Jonathan Walters (1983), Iers voetballer
- Miles Kane (1986), muzikant
- Jodie Taylor (1986), voetbalster
- Ryan Mullen (1994), Iers wielrenner
- Freya Anderson (2001), zwemster
- James Garner (2001), voetballer
- Taron Egerton (1989), filmacteur